# Anopheles powelli
Anopheles powelli este o specie de țânțari din genul Anopheles, descrisă de Lee în anul 1944. Conform Catalogue of Life specia Anopheles powelli nu are subspecii cunoscute.